# Карло Дзотті
Карло Дзотті (італ. Carlo Zotti, нар. 3 вересня 1982, Беневенто) — італійський футболіст, що грав на позиції воротаря.

## Клубна кар'єра
Народився 3 вересня 1982 року в місті Беневенто. Вихованець футбольної школи клубу «Рома». Дебютував за команду у Серії А 10 травня 2003 року в матчі проти «Торіно» (3:1), але через велику кількість якісних воротарів у команді, таких як Франческо Антоніолі, Іван Пеліццолі, Крістіано Лупателлі та Доні, тому провів лише 4 матчі в перших двох сезонах у першій команді «джаллоросі». Лише у сезоні 2004/05, завдяки травмі основного воротаря Пеліццолі, Дзотті на деякий час став основним воротарем і зіграв 10 ігор у Серії А і два в Лізі чемпіонів, однак через ряд невдалих матчів Карло втратив місце в основі на користь молодого третього воротаря Джанлуки Курчі.
В результаті воротаря римляни віддавали в оренду в інші клуби Серії А «Асколі» та «Сампдорія», але в обох він був лише запасним воротарем, програючи конкуренцію Фердінандо Копполі та Луці Кастеллацці відповідно. Лише у клубі Серії Б «Читтаделла», куди воротар теж поїхав на правах оренди, Дзотті став основним. Втім і тут через травми і невдалі дії він по ходу сезону поступився місцем в основі Андреа П'єробону.
На початку 2009 року воротар вирушив до Швейцарії, де два з половиною сезони пограв за «Беллінцону», після чого у цій же країні грав за клуби «Лозоне Спортіва» та «Віль», а завершив ігрову кар'єру у клубі «Локарно», за який виступав протягом 2015 року.

## Виступи за збірні
1999 року дебютував у складі юнацької збірної Італії, взяв участь у 6 іграх на юнацькому рівні, пропустивши 5 голів.
Був у складі молодіжної збірної Італії, яка виграла чемпіонат Європи 2004 року, але весь час просидів у заміні.

## Статистика виступів

### Статистика клубних виступів
| Сезон                  | Команда                | Чемпіонат              | Чемпіонат | Чемпіонат | Національний кубок | Національний кубок | Національний кубок | Континентальні кубки | Континентальні кубки | Континентальні кубки | Інші змагання | Інші змагання | Інші змагання | Усього за | Усього за |
| Сезон                  | Команда                | Ліга                   | Ігор      | Голів     | Ліга               | Ігор               | Голів              | Ліга                 | Ігор                 | Голів                | Ліга          | Ігор          | Голів         | Ігор      | Голів     |
| ---------------------- | ---------------------- | ---------------------- | --------- | --------- | ------------------ | ------------------ | ------------------ | -------------------- | -------------------- | -------------------- | ------------- | ------------- | ------------- | --------- | --------- |
| 2001–02                | «Рома»                 | A                      | 0         | -0        | КІ                 | 0                  | -0                 | ЛЧ                   | 0                    | -0                   | СІ            | 0             | -0            | 0         | -0        |
| 2002–03                | «Рома»                 | A                      | 1         | -1        | КІ                 | 0                  | -0                 | ЛЧ                   | 0                    | -0                   | -             | -             | -             | 1         | -1        |
| 2003–04                | «Рома»                 | A                      | 3         | -5        | КІ                 | 4                  | -5                 | КУЄФА                | 5                    | -4                   | -             | -             | -             | 12        | -14       |
| 2004–05                | «Рома»                 | A                      | 10        | -12       | КІ                 | 2                  | -1                 | ЛЧ                   | 2                    | -4                   | -             | -             | -             | 14        | -17       |
| 2005–06                | «Асколі»               | A                      | 0         | -0        | КІ                 | 0                  | -0                 | -                    | -                    | -                    | -             | -             | -             | 0         | -0        |
| 2006–07                | «Рома»                 | A                      | 0         | -0        | КІ                 | 0                  | -0                 | ЛЧ                   | 0                    | -0                   | СІ            | 0             | -0            | 0         | -0        |
| 2006–07                | «Сампдорія»            | A                      | 1         | -2        | КІ                 | 2                  | -4                 | -                    | -                    | -                    | -             | -             | -             | 3         | -6        |
| 2007–08                | «Рома»                 | A                      | 0         | -0        | КІ                 | 0                  | -0                 | ЛЧ                   | 0                    | -0                   | СІ            | 0             | -0            | 0         | -0        |
| Усього за «Рому»       | Усього за «Рому»       | Усього за «Рому»       | 14        | -18       |                    | 6                  | -6                 |                      | 7                    | -8                   |               | 0             | -0            | 27        | -32       |
| 2008–09                | «Читтаделла»           | B                      | 12        | -15       | КІ                 | 2                  | -2                 | -                    | -                    | -                    | -             | -             | -             | 14        | -17       |
| 2008–09                | «Беллінцона»           | СЛ                     | 13        | -14       | СА                 | -                  | -                  | КУЄФА                | -                    | -                    | -             | -             | -             | 13        | -14       |
| 2009–10                | «Беллінцона»           | СЛ                     | 18        | -43       | СА                 | 0                  | -0                 | -                    | -                    | -                    | -             | -             | -             | 18        | -43       |
| 2010–11                | «Беллінцона»           | СЛ                     | 7+2       | -13 + -3  | СА                 | 2                  | -1                 | -                    | -                    | -                    | -             | -             | -             | 11        | -17       |
| Усього за «Беллінцону» | Усього за «Беллінцону» | Усього за «Беллінцону» | 38+2      | -70 + -3  |                    | 2                  | -1                 |                      | -                    | -                    |               | -             | -             | 42        | -74       |
| Усього за кар'єру      | Усього за кар'єру      | Усього за кар'єру      | 65+2      | -105 + -3 |                    | 13                 | -13                |                      | 7                    | -8                   |               | 0             | -0            | 87        | -129      |

## Титули і досягнення
- Володар Суперкубка Італії (1):

«Рома»: 2007
- Володар Кубка Італії (1):

«Рома»: 2007–2008
- Чемпіон Європи (U-21): 2004